# MAYA SYSTEM
 株式会社MAYA SYSTEM （マヤシステム）は、ITソリューション事業を手掛ける日本の企業。

## 概要
主力事業は、クラウドSIMテクノロジー、シンクライアントソフトGO-Globalの開発など。かつて手がけた労働者派遣事業は2017年10月に株式会社 MAYA STAFFINGへ移管した。
2018年1月9日付で、民事再生手続中のプラスワン・マーケティング株式会社から、FREETELブランド並びに携帯端末製造販売事業を譲受した。

## 沿革
- 2007年10月23日 - 株式会社General Supportとして設立。
- 2010年2月1日 - 株式会社MAYA SYSTEMへ商号変更。
- 2011年5月27日 - 特定労働者派遣事業許可番号を取得。
- 2013年4月1日 - 有料職業紹介事業許可番号を取得。
- 2015年6月1日 - 一般労働者派遣事業許可番号を取得。
- 2017年
  - 10月1日 - 株式会社グローバルフューチャーコミュニケーションを吸収合併。
  - 10月2日 - 労働者派遣事業を新設分割で設立した株式会社MAYA STAFFINGへ移管。
- 2018年1月9日 - プラスワン・マーケティングから、FREETELブランド並びに携帯端末製造販売事業を譲受[2][3]。
- 2019年
  - 5月 - クラウドSIM搭載スマートフォン「jetfon P6」発売
  - 10月 - 翻訳・地図アプリ一体型次世代スマートルーター「スマファイ MS01」提供開始

## 主なサービス
- jetfi
  - クラウドSIMテクノロジーを採用することによって、世界各国のSIMカードを不要とし、世界各国でフリーローミングが可能なWi-Fiルーター。
- GO-Global
  - 法人向けシンクライアントソフト。
- FREETEL
  - FREETELを参照。
- jetfon
  - クラウドSIMテクノロジーを採用した日本発のシームレススマートフォンの発売を開始。

## jetfon
日本初、クラウドSIMテクノロジー搭載スマートフォンとして「jetfon」ブランドを開始。
- 2018年8月28日 - 「jetfon（G1701）」発売[5]
- 2019年5月14日 - 「jetfon P6」発売[6]
- 2020年11月13日 - 「jetfon S20i」発売
- 2023年04月01日 - 「jetfon MT1」発売

## グループ会社
- MAYA HOLDINGS
- MAYA STAFFING
- MAYA ENGINEERING
- MAYA NET SOLUTIONS
- MAYA LIFE STYLE